# St. Franziskus (Schwenningen)

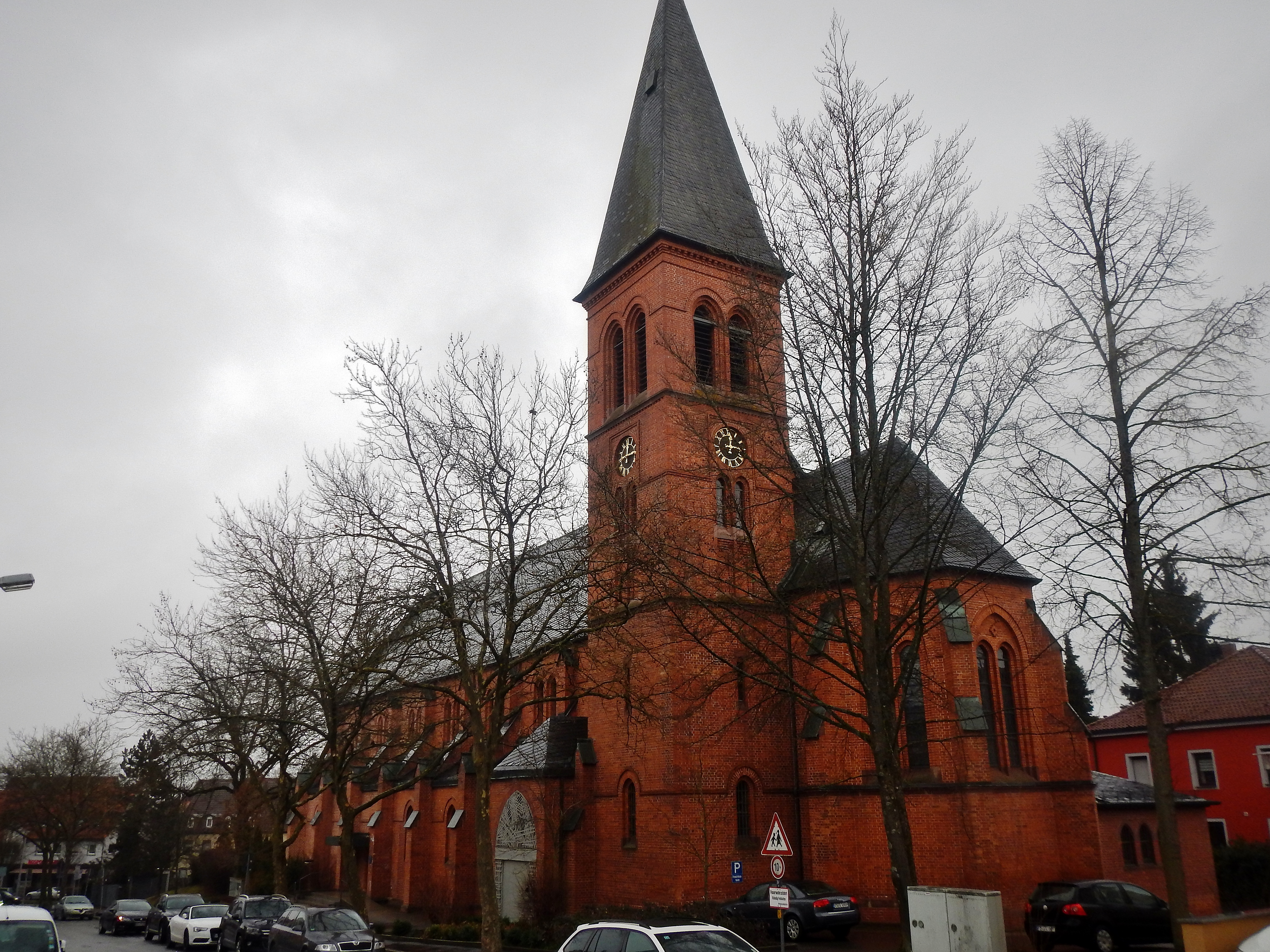
St.-Franziskus-Kirche; rechts das Pfarramt

St. Franziskus ist eine katholische Kirche im Stadtbezirk Schwenningen von Villingen-Schwenningen. Zusammen mit der ebenfalls in Schwenningen befindlichen Mariä-Himmelfahrt-Kirche, den Kirchen der Stadtbezirke Mühlhausen (St. Georg) und Weigheim (St. Otmar) sowie der kroatischen Gemeinde in Schwenningen gehört sie der Seelsorgeeinheit Neckar-Baar an. Diese gehört zum Dekanat Rottweil, dieses wiederum zur Diözese Rottenburg-Stuttgart.
Die Kirche steht heute unter Denkmalschutz.
In unmittelbarer Nähe befinden sich das Pfarramt, der zugehörige Kindergarten und das Gemeindehaus St. Franziskus.

## Geschichte
Die Kirche wurde nach den Plänen des Architekten Joseph Cades von 1892 bis 1893 errichtet, jedoch nicht zu seiner Zufriedenheit. Zum einen wurde das Kirchenschiff aus finanziellen Gründen erheblich kürzer realisiert, als er geplant hatte. Zum anderen wurde es nicht, wie üblich, mit dem Altar nach Osten ausgerichtet, also „geostet“. Letzteres war dem hierfür ungeeigneten Baugrund geschuldet.
Der Baustil wird als Mischung aus Romanik und Gotik beschrieben.
Die Weihe der Kirche erfolgte am 26. September 1893.
Sie wurde 1912 „um drei Joche nach Westen erweitert“ und 2015 saniert. Dabei erhielt sie auch eine neue Orgel der Orgelbaufirma Lenter, die am 7. Juni 2015 geweiht wurde.